# Tousnina
Tousnina (în arabă توسنينة) este o comună din provincia Tiaret, Algeria.
Populația comunei este de 12.421 de locuitori (2008).